# Арутюнян, Вагаршак Варназович
Вагарша́к Варна́зович Арутюня́н (з.-арм. Վաղարշակ Հարությունեան, в совр. орф. Վաղարշակ Հարությունյան; род. 28 апреля 1956, Ахалкалаки, ГрССР, СССР) — армянский государственный и политический деятель.
Министр обороны Республики Армения (1 июня 1999 — 20 мая 2000, 20 ноября 2020 — 20 июля 2021), генерал-лейтенант (1996).
С 5 января 2022 по 14 августа 2024 года — Чрезвычайный и Полномочный Посол Республики Армения в Российской Федерации.
Награждён орденами «За заслуги перед Отечеством» и «Мовсеса Хоренаци», правительствами РА, НКР, СССР, РФ, Белоруссии, Болгарии, Таджикистана, Греции и других стран награждён медалями, орденами и другими государственными наградами.

## Биография
Вагаршак Арутюнян родился 28 апреля 1956 года в городе Ахалкалаки в семье военнослужащего. В 1972 году окончил среднюю школу в городе Эчмиадзине.
По окончании средней школы поступил в Каспийское высшее военно-морское училище имени С. Кирова (Баку), которое окончил в 1978 году. По окончании училища проходил военную службу в Вооружённых силах СССР на Дальнем Востоке до 1990 года. В 1991 году окончил Военно-морскую академию имени Н. Г. Кузнецова (Ленинград).
С 1991 года проходит службу в Вооружённых силах Республики Армения.
С 1991 по 1992 год — заместитель министра внутренних дел, первый заместитель председателя Комитета обороны Республики Армения.

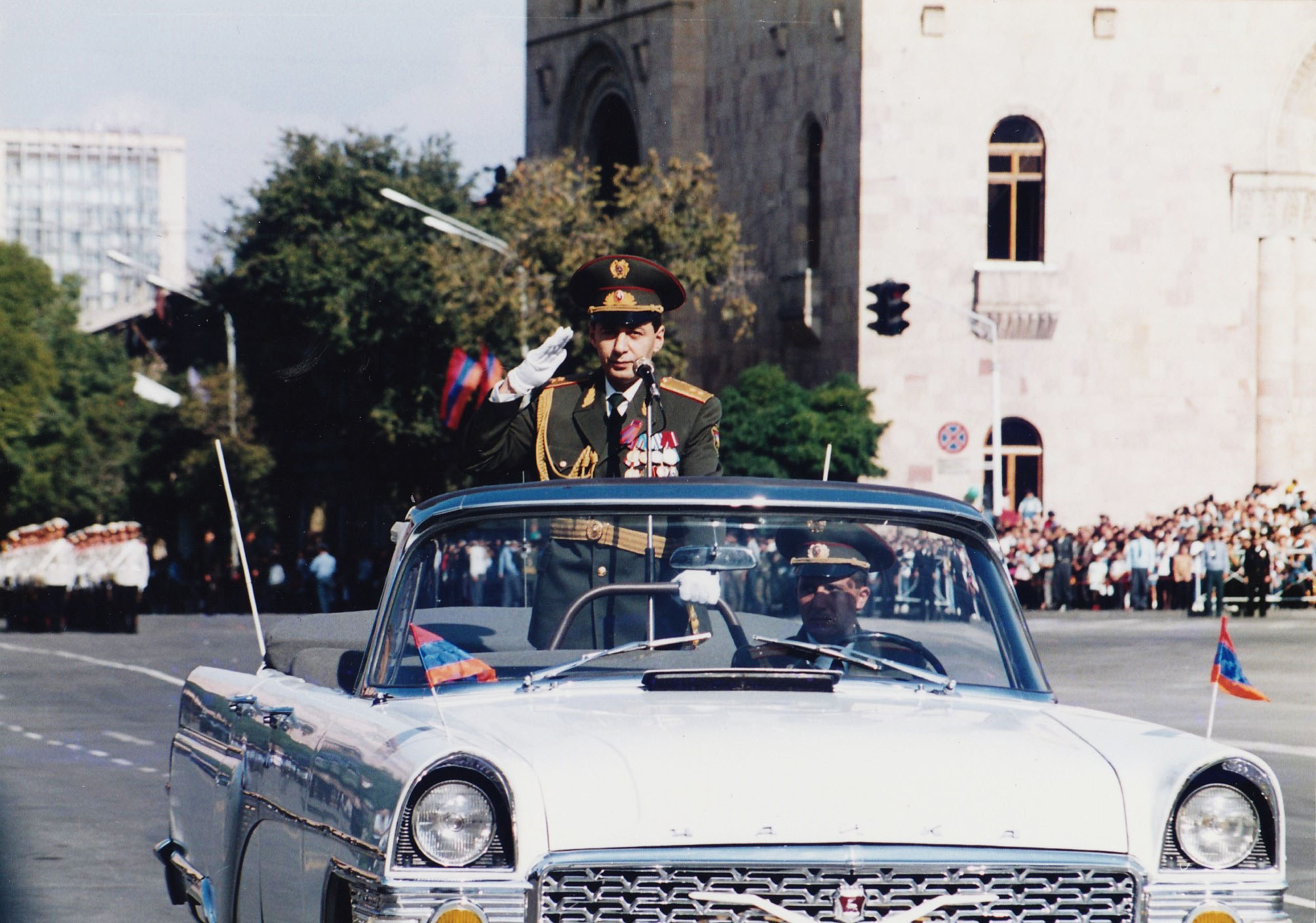
Министр обороны Республики Армения генерал-лейтенант Вагаршак Арутюнян на военном параде. Ереван, 21 сентября 1999 года

С 1992 по 1994 год — заместитель начальника штаба Главного командования объединённых вооружённых сил стран СНГ. В 1994 году присвоено воинское звание генерал-майор. С 1994 по 1999 год — заместитель начальника штаба по координации военного сотрудничества ГУ СНГ — представитель ВС РА. В 1996 году присвоено воинское звание генерал-лейтенант.
В 1998 году окончил Военную академию Генерального штаба Вооружённых сил Российской Федерации (Москва).
С июня 1999 по май 2000 года — министр обороны Республики Армения.
С 23 июля 2002 года — член оппозиционной партии «Республика». В 2002 году лишён воинского звания указом президента Роберта Кочаряна. В 2005 году вместе с Альбертом Базеяном основал партию «Национальное возрождение» (в 2007 году партия прекратила деятельность и слилась с партией «Рамкавар Азатакан», хотя Ваграшак Арутюнян выступал против этого).
В 2019 году восстановлено воинское звание генерал-лейтенант. В 2020 году назначен главным советником премьер-министра Армении Никола Пашиняна, занимал должность три месяца.
После поражения Армении во Второй Карабахской войне и отставки министра Давида Тонояна, Вагаршак Арутюнян 20 ноября 2020 года указом Президента Республики Армения Армена Саркисяна назначен Министром обороны Республики Армения. 20 июля 2021 года подал в отставку.
Указом Президента Республики Армения от 5 января 2022 года назначен Чрезвычайным и Полномочным послом Республики Армения в Российской Федерации.

## Награды
- Орден «За заслуги перед Отечеством» II степени (17 сентября 2016 года) — по случаю 25-летия Независимости Республики Армения, за вклад в укрепление обороноспособности Родины[8].
- Орден Дружбы (26 сентября 2024 года, Россия) — за заслуги в укреплении дружбы, сотрудничества и взаимопонимания между Россией и Арменией[9].
- Награждён орденом «Мовсеса Хоренаци»; другими орденами и медалями Армении, непризнанной НКР, России, СССР, Белоруссии, Болгарии, Таджикистана, ряда других стран; именным оружием министра обороны Республики Армения и министра обороны Российской Федерации.